# عزت الله ضرغامي
السيد عزت الله ضرغامي ((بالفارسية: سید عزت‌الله ضرغامی)) سياسي إيراني محافظ ووزير حالي بوزارة التراث الثقافي والصناعة التقليدية والسياحة. ضابط عسكري سابق. شغل زرغامي منصب نائب وزير الثقافة والوزارة الإسلامية ووزارة الدفاع قبل أن يتولى منصب رئيس إذاعة جمهورية إيران الإسلامية من 2004 إلى 2014.

## النشأة
ولد زرغامي وسط عائلة متدينة عام 1959.أصبح الزرغامي مولعًا بالسينما على الرغم من أن والده لم يشترِ جهاز تلفزيون.كان زميلًا لحسن طهراني مقدم في المرحلة الثانوية الذي يُنظر إليه على أنه الملهم الرئيسي لبرامج الصواريخ الباليستية محلية الصنع الإيرانية: قُتلت طهراني مقدم في عام 2011. كان زرغامي طالبًا يبلغ من العمر 20 عامًا أثناء التحاقه ببرنامج الهندسة المدنية بجامعة أمير كبير للتكنولوجيا وذلك خلال الثورة الإسلامية عام 1979. شارك في الاستيلاء على السفارة الأمريكية في طهران، الحادث الذي أدى في النهاية إلى قطع العلاقات الدبلوماسية الأمريكية الإيرانية. إلتحق بالحرس الثوري الإيراني الحديث آنذاك كإذاعي خلال حرب الخليج الأولى.

## مسار
كان زرغامي مسؤولاً عن فرقة مكلفة بالإنتاج المحلي للصواريخ خلال الحرب العراقية الإيرانية بسبب رفض العديد من الدول بيع الأسلحة لإيران.  غادر زرغامي في نهاية المطاف من الحرس الثوري الإيراني برتبة لواء؛ وقد أشار أن اهتمامه بالسياسة هو الذي دفعه للمغادرة.  في عام 1995 تولى منصب نائب وزير الثقافة المشرف على شؤون السينما. شغل المنصب لمدة عامين، فرض خلالها قيودًا صارمة على المحتوى المقدم على الرغم من نفور العديد من نشطاء السينما. تبرأ الرئيس أكبر هاشمي رفسنجاني من زرغامي خلال تلك الفترة.  دافع عن فترة إدارته المتشددة قائلا أنه «مهد الطريق» للفنانين في إيران.  في عام 2004، عينه المرشد الأعلى علي خميمي رئيسًا لخدمة البث الحكومية إذاعة جمهورية إيران الإسلامية، وهو المنصب الذي شغله لمدة عشر سنوات. سلفا لعلي لاريجاني. طوال فترة رئاسة محمود أحمدي نجاد، اتهم الزرغامي بتغطية الأحداث بانحيازية. طور وحافظ الزرغامي على علاقة وثيقة مع أحمدي نجاد. رافق الزرغامي الرئيس السابق أحمدي نجاد في رحلته إلى الجمعية العامة للأمم المتحدة في عام 2010، وكثيرًا ما كان الاثنان يتبادلان المكالمات الهاتفية خلال فترة رئاسة الأخير.  بعد احتجاجات الانتخابات الرئاسية لعام 2009 ، ألقى الكثير باللوم على الزرغامي والتغطية المنحازة لإذاعة جمهورية إيران الإسلاميةما استفز الإصلاحيين للتعبئة.  انتهت فترة ولايته في عام 2014، نشط بعد ذلك على منصات وسائل التواصل الاجتماعي. وعقد اجتماعات مع سياسيين إيرانيين مثيرين للجدل من مختلف التوجهات، ومثل نفسه على أنه «سياسي شامل». 

### إثارة الجدل
فرض الاتحاد الأوروبي عقوبات على زرغامي و16 مسؤولاً إيرانيًا آخر في 23 مارس 2012 «لارتكابهم انتهاكات ضد حقوق الإنسان».  وفقًا للأمر التنفيذي رقم 13628، أدرج زرغامي ضمن العقوبات الأمريكية تحت فئة «الكيانات المُصنَّفة على أنها منتهكة لحقوق الإنسان أو تحد من حرية التعبير» في فبراير 2013.
كما تعرض لانتقادات بسبب مزاعم عن محاولته منع الرئيس الإيراني حسن روحاني من الظهور على شبكته في مقابلة قُرر إجرائها في فبراير 2014. نشأت المزاعم بعد خلاف روحاني والزرغامي حول الشخص الذي سيجري المقابلة لتلفزة خطاب مع روحاني حول أول 100 يوم له في منصبه، مما أدى إلى تأخير البرنامج لمدة ساعة. 

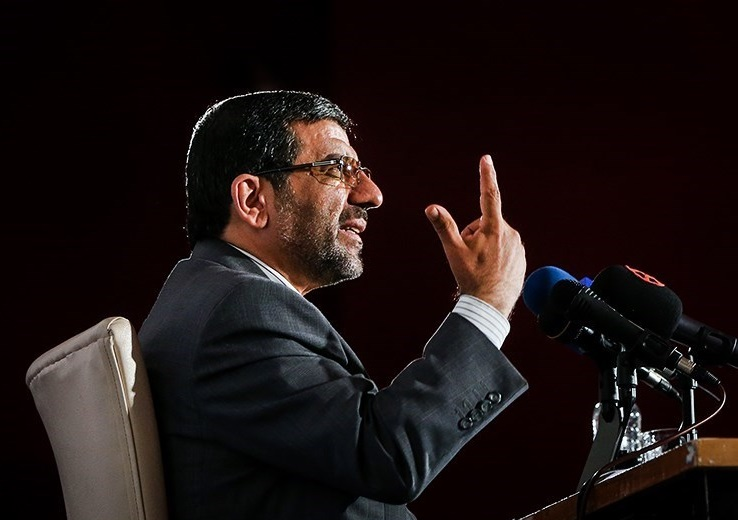
عزت الله زرغامي يلقي كلمة في مهرجان مقومات السينمائي الدولي الرابع عشر

دخل الزرغامي في جدال مع الرئيس روحاني في اجتماع للمجلس الأعلى للثورة الثقافية، اتهم فيه روحاني بإدلاء تصريحات «ضد القيم الإسلامية والثورية». 

## الترشيح الرئاسي

### انتخابات 2017
في 15 مارس 2017، أعلن لزرغامي ترشحه للانتخابات الرئاسية لعام 2017 عبر حساباته على مواقع التواصل الاجتماعي. وقال إنه «شعر بمسؤولية لإصلاح الهيكل الإداري للبلاد على نطاق واسع»، من خلال قبوله «دعوة الجبهة الشعبية لقوى الثورة الإسلامية». كان من المتوقع ترشحه للرئاسة منذ أواخر عام 2014،  نفى إمكانية ترشحه في نوفمبر 2015.

### انتخابات 2021
أعلن الزرغامي ترشحه لانتخابات الرئاسة الإيرانية سنة 2021 خلال مقابلة مع صحيفة عرمان، قائلاً: «لقد توصلت إلى نتيجة مفادها أن الانتخابات بشكل عام هي ألم في الرقبة». يتكهن الكثيرون بأن الزرغامي يقف إلى جانب المرشد الأعلى خامنئي، ويسعى لإلغاء منصب الرئاسة في إيران لصالح نظام برلماني أكثر كثافة. ومع ذلك، رفض مجلس صيانة الدستور ترشيحه.

## وزارة التراث الثقافي والسياحة والحرف التقليدية
قدم الرئيس إبراهيم رئيسي زرغامي إلى البرلمان في 11 أغسطس، كوزير للتراث الثقافي والسياحة والحرف التقليدية بعد اقتراحه من لدن الحكومة الثالثة عشرة.
يعتقد العديد من الخبراء أن خلفية زرغامي الإعلامية وإتقانه لأمور الفضاء الإلكتروني، إلى جانب اتصالاته المكثفة مع المؤسسات الحكومية، يمكن أن تؤدي إلى تغيير حقيقي في مجال السياحة والتراث التاريخي الإيراني في جميع أنحاء العالم.